# جنگ آیینی

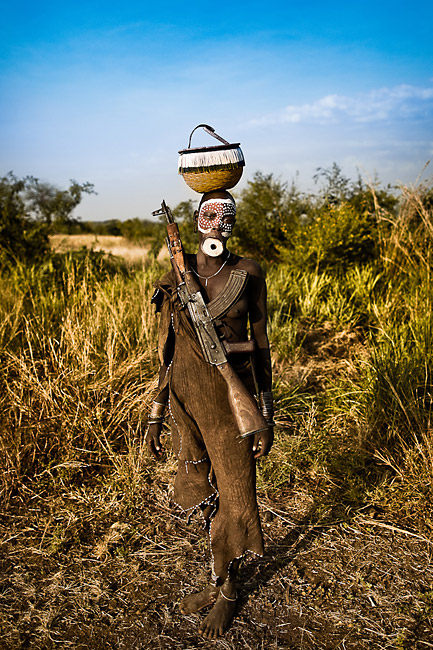
یک زن مسلح از قبیله مورسای اتیوپی

جنگ آیینی (انگلیسی: Ritual warfare) نبرد آیینی (که گاهی جنگ بومی نیز نامیده می‌شود) حالتی از جنگ مداوم یا مکرر است، مانند آنچه در (اما نه محدود به) برخی از جوامع قبیله‌ای یافت می‌شود.
جنگ آیینی امکان نمایش شجاعت، مردانگی و ابراز احساسات را فراهم می‌کند، در حالی که منجر به جراحات نسبتاً کم و حتی مرگ و میر کمتری می‌شود؛ بنابراین چنین عملی را می‌توان به عنوان نوعی حل تعارض یا به عنوان یک تمرین روانی-اجتماعی در نظر گرفت. بومیان آمریکا اغلب در این فعالیت شرکت می‌کردند، اما فراوانی جنگ در اکثر فرهنگ‌های شکارچی-گردآورنده موضوع اختلاف است.
جنگ برای هر جامعه قبیله‌ای شناخته شده است، اما برخی جوامع تأکید ویژه‌ای بر فرهنگ جنگجو داشتند. به عنوان مثال می‌توان به نوئرهای سودان جنوبی، ماسایی‌های شرق آفریقا، زولوهای جنوب شرقی آفریقا، دایاک‌های دریایی بورنئو، ناگاهای شمال شرقی هند و میانمار، مائوری‌های نیوزیلند، دوگوم دانی‌های پاپوآ، آراوکانی‌های پاتاگونیا، و یانومامی‌ها (که به «مردم خشن» معروفند) آمازون اشاره کرد. فرهنگ جنگ بین قبیله‌ای از دیرباز در گینه نو وجود داشته است.
جوامع اشتراکی به خوبی قادر به تشدید جنگ‌های تمام عیار برای نابودی بین قبایل هستند؛ بنابراین، در حوضه آمازون، خصومت دائمی بین قبایل همسایه جیوارو وجود داشت. تفاوت اساسی بین جنگ‌های اعمال شده در یک قبیله و علیه قبایل همسایه به گونه‌ای است که «جنگ‌های بین قبایل مختلف در اصل جنگ‌های نابودی هستند».
مستند است که گروه‌های جنگی بزرگ مردم بورورو، کایاپو، ماندوروکو، گوارانی و توپی، حملات دوربردی را در سراسر برزیل انجام می‌دادند. اکثر گروه‌های بورورو دائماً با همسایگان خود در جنگ بودند. در اوایل قرن بیستم، سی قبیله بومی در حوضه آمازون به عنوان صلح‌جو و هشتاد و سه قبیله به‌طور خاص به عنوان جنگجو توصیف می‌شدند.
یانومامی‌های آمازون به‌طور سنتی سیستم تشدید خشونت را در چندین مرحله مجزا اجرا می‌کردند. دوئل سینه‌زنی، دوئل سیلی‌زدن به پهلو، مبارزه با چماق و مبارزه با پرتاب نیزه. تشدید بیشتر منجر به حمله به گروه‌هایی با هدف کشتن حداقل یک عضو از جناح متخاصم می‌شود. در نهایت، بالاترین مرحله تشدید، نوموهونی یا قتل‌عام‌های همه‌جانبه ناشی از خیانت است.
رسوم مشابهی برای دوگوم دانی و چیمبو گینه نو، نوئر سودان و سرخپوستان دشت‌های آمریکای شمالی شناخته شده بود. در میان چیمبوها و دوگوم دانی، دزدی خوک رایج‌ترین علت درگیری بود، حتی بیشتر از ربودن زنان، در حالی که در میان یانوماموها، شایع‌ترین علت اولیه جنگ، اتهامات جادوگری بود. جنگ به عنوان کاهش تنش‌های درون گروهی عمل می‌کند و جنبه‌هایی از یک بازی یا «فوتبال پرشور» را دارد.